# Wilhelm Kempff

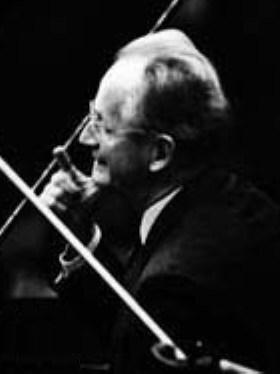
Wilhelm Kempff (1965)

Wilhelm Walter Friedrich Kempff (Jüterbog, 25 november 1895 - Positano, 23 mei 1991) was een Duitse pianist, organist en componist.
Kempff studeerde aan het conservatorium van Berlijn bij de docenten Karl Heinrich Barth piano en later bij Robert Kahn compositie. In 1917 won hij twee Mendelssohnprijzen, zowel voor pianospel als voor compositie. Na de afronding van zijn studie ging hij al op jonge leeftijd optreden als solist zowel op piano als op orgel. Hij kreeg naam als vertolker van het klassieke en romantische repertoire en was beroemd als vertolker van onder meer Schubert, Brahms en vooral Beethoven, van wie Kempff alle sonates voor pianosolo op grammofoonplaten vastlegde, en later die van Schubert. In 1970 legde hij met Yehudi Menuhin alle vioolsonates van Beethoven vast. Hij was beroemd om zijn helder toucher.
In 1920 ontving hij de Zweedse koninklijke onderscheiding Litteris et Artibus. In 1924 werd hij benoemd tot directeur van de Württembergische Hochschule für Musik in Stuttgart welke functie hij tot 1929 zou uitvoeren. Daarna brachten zijn optredens hem in vier werelddelen. In 1932 werd hij gekozen tot lid van de Akademie der Künste. In 1950 verhuisde hij naar Italië waar hij vanaf 1957 in Positano de leiding zou hebben van een jaarlijkse cursus over de muziek van Beethoven. Zijn laatste publieke optreden als solist vond plaats in 1981 in Parijs.
Kempff was tevens actief als componist. Hij schreef diverse opera's, koormuziek, liederen, symfonieën, pianoconcerten, orgelmuziek en ook kamermuziek.

## Werken (selectie)
- Unter dem Zimbelstern, Das Werden eines Musikers (1951; autobiogr.)
- Was ich hörte, was ich sah (1981)